# Jazz (Queen)
Jazz è il settimo album in studio del gruppo inglese Queen, pubblicato in LP nel 1978 dalla EMI Records in Europa e dalla Elektra Records negli Stati Uniti.
L'album mescola stili musicali molto differenti tra loro, come il disco/funk (Fun It) ed il vaudeville (Dreamer's Ball), oltre al consueto vecchio rock and roll (Dead on Time) e hard rock (If You Can't Beat Them). Curiosamente, nonostante il titolo dell'album stesso, non contiene nessun pezzo di rilievo in stile jazz, fatta eccezione per lo swing di Dreamer's Ball. L'eclettismo dimostrato dalla band in questo lavoro è stato allo stesso tempo motivo di plauso e di critiche, e l'album alla sua uscita fu stroncato dal critico Dave Marsh su Rolling Stone, che definì il disco di poca fantasia e attaccò i Queen stessi definendoli "il primo gruppo rock fascista della storia"; ciononostante, raggiunse il sesto posto nella classifica statunitense Billboard 200 e la seconda posizione nel Regno Unito.
Fra le altre attribuzioni, nelle note dell'album, in riferimento al tuono che si sente in sottofondo alla canzone Dead on Time, si legge "Thunderbolt courtesy of God", ovvero "Tuono per gentile concessione di Dio". Jazz è il primo dei loro LP a non essere registrato in Gran Bretagna per motivi fiscali. Con il vinile era accluso un poster che ritraeva le protagoniste del video della canzone Bicycle Race, dove un gruppo di ragazze nude in sella a una bici da corsa pedalavano nella pista dello stadio di Wembley.
Questa volta i Queen lavorarono in modo completamente indipendente, richiamando il produttore Roy Thomas Baker come consulente, ed essendo co-produttori dell'album loro stessi. Un altro cambiamento fu la rottura di comune accordo del contratto di management con John Reid (a causa della mancanza di tempo materiale egli non poteva più curare contemporaneamente gli interessi della band e quelli di Elton John), e da allora gli affari del gruppo furono amministrati dalle loro proprie aziende, Queen Music Ltd., Queen Productions Ltd., e Queen Films Ltd. Come buonuscita il manager ricevette una quota del cinque percento in ciascuna delle royalties derivanti dalle società.

## Storia

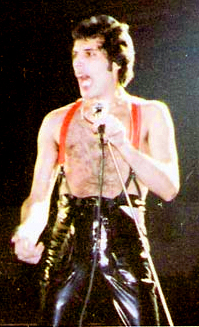
Freddie Mercury, durante un concerto a Hannover nel 1979.

La band, dalla metà degli anni settanta era diventata anno dopo anno sempre più popolare a livello internazionale. Nel 1977, i Queen avevano pubblicato News of the World che conteneva il singolo We Are the Champions/We Will Rock You rivelatosi un successo mondiale, sfondando anche in America. Il nuovo disco, Jazz, è volutamente spontaneo, orientato al rock come lo era stato il suo predecessore, poiché la band voleva un album semplice, più facilmente comprensibile per il pubblico, così da ottenere ancora maggiore successo commerciale. News of the World era stato sviluppato completamente in modo indipendente, senza un produttore di grido che potesse oscurare i meriti della band. Per il nuovo album, la band invece decise di richiamare Roy Thomas Baker, già produttore in passato dell'acclamato A Night at the Opera. Un altro cambiamento fu quello di incidere l'album tra Svizzera e Francia invece che in patria, per sfuggire all'implacabile fisco britannico. Parallelamente al crescente successo, anche gli scandali che circondano la band aumentano in maniera esponenziale. Mentre il chitarrista Brian May e il bassista John Deacon vivono una vita riservata e tranquilla, il batterista Roger Taylor e Freddie Mercury sono due veri e propri "animali notturni", protagonisti fissi degli articoli dei tabloid scandalistici. Mercury, in particolare, si distingue dagli altri membri della band; nel momento in cui è ormai abbastanza ricco da poter fare tutto ciò che vuole, rilascia frequentemente ai giornali dichiarazioni sconsideratamente edonistiche che fanno scalpore. All'epoca, Freddie ha rotto con l'ex fidanzata, Mary Austin, e si circonda di un folto gruppo di amici, molti dei quali anche "amanti" occasionali. Nel 1977, il giornalista Tony Stewart lo intervista per NME e dà di lui un ritratto fortemente sarcastico in cui vengono derisi la vacuità del cantante e i suoi atteggiamenti frivoli nel settore dello spettacolo. Stewart in seguito disse che Mercury era molto condiscendente con lui durante l'intervista, e che il cantante aveva "perso il senso della realtà". Da allora in poi Mercury e i membri della band divennero molto sospettosi e sprezzanti nei confronti dei giornalisti, e di conseguenza la stampa iniziò a criticarli sempre più aspramente.
Il 31 ottobre 1978, giorno di Halloween, la band diede una grande festa per celebrare il completamento delle registrazioni dell'album. Il celebre e famigerato party, nel corso degli anni è diventato uno dei punti più controversi nella storia della band. La festa si tenne al Fairmont Hotel di New Orleans, con circa quattrocento invitati (oltre a numerose prostitute e ballerine reclutate nei vari club del quartiere francese). Anche le dirigenze al completo della EMI e dell'Elektra furono invitate. Dopo anni non è del tutto chiaro cosa sia veramente accaduto durante lo sfrenato festeggiamento, in ogni caso, nel corso delle successive settimane, la stampa riportò che l'intrattenimento degli ospiti aveva compreso: ballerine di striptease, cameriere in topless, lavandini incendiati, incantatori di serpenti, mangiatori di fuoco, travestiti, spogliarellisti, ecc..., ecc... Secondo i resoconti, il divertimento costò un totale di duecentomila sterline. Nel corso degli anni, la leggenda crebbe a dismisura, e si moltiplicarono le voci che volevano la presenza anche di nani ermafroditi che andavano in giro con in testa dei vassoi d'argento pieni di cocaina, ragazze in bikini che lottavano nel fango, e che la festa si tramutò ben presto in un'orgia vera e propria. Bob Mercer della EMI negò la presenza di nani e cocaina e Roger Taylor affermò a posteriori che molte delle affermazioni erano esagerate e non veritiere, ma che molto di ciò che si racconta è realmente accaduto nel corso della festa.

### Registrazione
Le sessioni di registrazione cominciarono nel luglio 1978. Ai membri del gruppo sarebbe piaciuto poter lavorare ancora con l'ingegnere del suono Mike Stone, perché dopo tanti anni di lavoro comune egli veniva ormai considerato come il quinto membro della band, ma ciò non fu possibile a causa degli impegni privati del produttore. Quindi i Queen decisero di tornare a lavorare con il loro ex-produttore, Roy Thomas Baker, che nel frattempo aveva prodotto l'album di debutto dei The Cars, divenuto un grande successo commerciale e di critica. Per la prima volta all'estero in studio, nella cittadina svizzera di Montreux, la band pensava che, grazie al "cambiamento di location", la novità avrebbe limitato o eliminato del tutto i conflitti in studio tra i membri del gruppo come invece spesso era successo in passato. «Ma invece abbiamo litigato allo stesso modo di sempre» riferì Brian May, «solo i motivi per litigare erano diversi». Nel 1991, il chitarrista ricordando questo periodo in un'intervista rivelò: «Da tempo ci odiavamo l'un l'altro... Un paio di volte lasciai anche la band, ma si sa come succede, solo per un giorno e poi ci ripensavo». «La fonte della maggior parte dei problemi era la paternità delle canzoni, ogni autore avrebbe voluto vedere le proprie canzoni su disco».
Come Mercury fece notare, i Queen in studio erano come "quattro galli da combattimento in un pollaio" all'epoca. La lavorazione dell'album iniziò ai Mountain Studios, e la band si trovò talmente bene a registrare in quel luogo, che in un secondo momento i membri del gruppo affittarono lì un monolocale e diversi altri loro album furono incisi ai Mountain. La registrazione procedette a singhiozzo tra pause di ogni genere e si svolse in concomitanza con il celebre Festival Jazz annuale di Montreux, che alla fine ispirò proprio il titolo del disco. Successivamente le sessioni in studio si spostarono vicino alla città di Nizza, in Francia, ai Super Bear Studios, di Berre-les-Alpes.
Come al solito, alcune canzoni furono portate in studio già quasi completate del tutto, e l'altra parte venne scritta durante le sedute di registrazione, traendo ispirazione da varie fonti. Il produttore Baker nel 1982, ricordandosi del periodo delle sessioni di Jazz, raccontò che "ogni sera, lui e la band si recavano in un night club vicino allo studio dove le spogliarelliste erano incredibili"; finivano di registrare alle 23 in punto, andavano a vedere lo spettacolo, e poi tornavano al lavoro in studio.

## Copertina
Il disegno della copertina frontale dell'album fu suggerito da Roger Taylor, che aveva visto in precedenza un graffito simile dipinto sul muro di Berlino.
Per promuovere l'album e il singolo Bycicle Race/Fat Bottomed Girls il 17 settembre 1978 allo stadio di Wembley a Londra venne organizzata una corsa ciclistica con 65 ragazze nude, tutte modelle appositamente scritturate da un'agenzia del settore. La foto del gruppo di donne venne inclusa come poster pieghevole all'interno delle prime copie dell'album Jazz. Negli Stati Uniti, causa censura, il poster venne sostituito da una cartolina con la quale chi fosse stato interessato avrebbe potuto richiederlo. Nelle successive ristampe del disco, e nelle riedizioni in CD, il poster, ritenuto troppo "scabroso", non venne più incluso nella confezione.
Una versione più piccola del poster venne successivamente inclusa nel box set Crown Jewels. A causa delle violente proteste da parte di svariate associazioni moraliste, negli Stati Uniti anche la copertina del singolo Bycicle Race/Fat Bottomed Girls, che mostrava in primo piano il fondoschiena di una delle ragazze in bici (la vincitrice della corsa), venne censurata con un paio di slip disegnati sulle terga della giovane.

## Brani

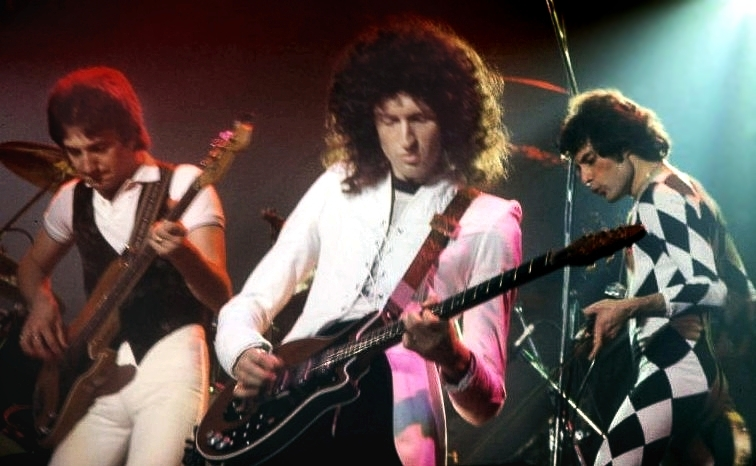
I Queen in concerto a New Haven nel novembre 1977, un anno prima della pubblicazione di Jazz.

Il primo lato dell'album inizia con Mustapha, un bizzarro brano scritto da Freddie Mercury come parodia di un canto da muezzin, che venne anche pubblicato su singolo nel 1979 in alcune nazioni. Il testo della canzone consiste in un miscuglio di inglese, arabo, persiano e presumibilmente qualche parola inventata. Alcune delle parole riconoscibili sono "Mustapha", "Ibrahim" e le frasi: «Allah, Allah, Allah we'll pray for you», «salaam alaykum» e «alaykum salaam». Fat Bottomed Girls, una delle canzoni più celebri del disco, venne composta dal chitarrista Brian May (che canta anche nei cori). Sul palco Mercury cantava da solo il pezzo, mentre Roger Taylor e May si limitavano alle armonie vocali.
Jealousy è una ballata pianistica di Mercury con inserti di chitarra acustica da parte di May.
La celebre Bicycle Race, uno dei singoli estratti dall'album, è una composizione complessa opera di Mercury. Include svariate modulazioni, cambi di accordi inusuali e di metrica (da 4/4 a 6/8 e ritorno), e una sezione costituita unicamente dal suono di campanelli di biciclette.
If You Can't Beat Them è un'altra composizione hard rock di John Deacon e divenne uno dei brani favoriti durante i concerti della band nella fine degli anni settanta. Si tratta di una delle poche canzoni scritte da Deacon nelle quali May suona tutte le parti di chitarra e contiene un assolo di oltre due minuti.
Let Me Entertain You venne scritta da Mercury, ed è una canzone rivolta direttamente al pubblico. La frase «we'll sing to you in Japanese» è un riferimento al brano Teo Torriatte incluso in A Day at the Races. Inoltre, la canzone contiene un riferimento al loro tour manager, Gerry Stickells, con la strofa: «Hey! If you need a fix, if you want a high, Stickells will see to that». E poi, nella strofa immediatamente successiva, Mercury menziona anche le etichette discografiche dei Queen dell'epoca (Elektra, e EMI) con la strofa «With Elektra and EMI; we'll show you where it's at!».
Dead on Time, composta da May, include alcune delle parti di chitarra più aggressive e veloci del chitarrista, oltre a un intenso lavoro alle percussioni da parte di Taylor. Il pezzo termina con il suono di un tuono, seguito dalla voce di Mercury che grida: «You're dead!». Il rombo del tuono fu registrato da May su un registratore portatile durante un temporale particolarmente virulento. Nelle note dell'album esso viene accreditato "per gentile concessione di Dio".
In Only Seven Days è un altro contributo compositivo da parte di Deacon, e mostra somiglianze con una delle sue precedenti canzoni, Spread Your Wings. Venne pubblicata su singolo come B-Side di Don't Stop Me Now.
Dreamer's Ball è un omaggio di Brian May alla figura di Elvis Presley, morto l'anno prima della pubblicazione del disco.
Fun It è un pezzo funk con influenze disco, cantato insieme da Roger Taylor e Freddie Mercury. Taylor è la voce solista, mentre Mercury resta in sottofondo.
Leaving Home Ain't Easy è una ballata scritta da May, che si occupa anche della traccia vocale (solista e armonie). La sua voce venne leggermente accelerata nel bridge.
Don't Stop Me Now è probabilmente la traccia più celebre tra quelle presenti in Jazz. Venne composta da Mercury, e si rivelò essere un singolo da top ten in Gran Bretagna e nel mondo, e uno dei brani più conosciuti in assoluto dei Queen. Gli unici contributi di May al pezzo sono un breve assolo di chitarra e i cori di sottofondo.
Il brano conclusivo del disco, intitolato More of That Jazz, è opera di Taylor; è formato da un nastro in loop e il batterista vi suona la maggior parte degli strumenti e canta come voce solista, e l'introduzione contiene varie citazioni di altre canzoni presenti sull'album, incluse Dead on Time, Bicycle Race, Mustapha, If You Can't Beat Them, Fun It, e Fat Bottomed Girls.

## Pubblicazione e accoglienza
| Recensione                    | Giudizio |
| ----------------------------- | -------- |
| AllMusic                      | [ 28 ]   |
| Chicago Tribune               | [ 29 ]   |
| Encyclopedia of Popular Music | [ 30 ]   |
| The Guardian                  | [ 31 ]   |
| The Rolling Stone Album Guide | [ 32 ]   |
| Piero Scaruffi                | [ 33 ]   |
| Uncut                         | [ 34 ]   |
| The Village Voice             | C+       |

Pubblicato il 14 novembre 1978, il disco raggiunse la seconda posizione in classifica in Gran Bretagna e la numero 6 negli Stati Uniti, anche se venne fatto oggetto di un violento attacco mezzo stampa da parte del critico Dave Marsh di Rolling Stone che tacciando il disco di volgarità e banalità, terminò la recensione suggerendo come i "Queen potessero essere intesi come la prima rock band veramente fascista". Parimenti negativa la recensione al disco data da NME che scrisse: "Se avete un parente sordo, regalategli Jazz per Natale". Di tutt'altro parere invece la recensione retrospettiva di Paul Rees della rivista Q, che assegnò quattro stellette all'album, scrivendo: "Il loro album più sottovalutato, come A Night at the Opera esso mostra un ampio raggio di stili musicali differenti".
Le edizioni del disco contenevano differenze specifiche a seconda della nazione di pubblicazione. La versione più comune degli album era la cosiddetta "gatefold edition", cioè quella con la copertina apribile con allegato il poster con le cicliste nude. In Turchia, l'album venne pubblicato con il titolo Bicycle Race al posto di Jazz. Nell'edizione francese del vinile, il poster con le donne nude era, a seconda della versione, a colori o in bianco e nero. L'edizione israeliana, d'altra parte, aveva una diversa immagine di copertina interna e un poster diverso. Inoltre, l'edizione distribuita a Taiwan recava sulla copertina l'adesivo con la dicitura "Includes Bicycle Race and 4 page colour poster".

### Ristampe
L'album è stato ristampato in formato compact disc nel 1991 negli USA dall'Hollywood Records con l'aggiunta di due bonus track, e in seguito nel 1994 dalla Parlophone (senza alcuna traccia bonus) ed infine nel 2011 rimasterizzato in formato digitale dalla Island/Universal e distribuito in due edizioni: standard edition, contenente l'album originale; deluxe edition 2 CD, contenente l'album originale ed un EP bonus. Le tracce extra includono la versione singolo di Fat Bottomed Girls, una versione strumentale di Bicycle Race, Don't Stop Me Now con parti di chitarra aggiuntive, una versione dal vivo di Let Me Entertain You, e una prima take acustica di Dreamer's Ball.

## Tour
In promozione all'album, il 18 ottobre 1978 la band inaugurò il Jazz Tour a Dallas, Texas che si concluse il 20 dicembre dello stesso anno a Inglewood, California.

## Tracce
1. Mustapha – 3:01 (Freddie Mercury)
2. Fat Bottomed Girls – 4:17 (Brian May)
3. Jealousy – 3:13 (Freddie Mercury)
4. Bicycle Race – 3:03 (Freddie Mercury)
5. If You Can't Beat Them – 4:15 (John Deacon)
6. Let Me Entertain You – 3:02 (Freddie Mercury)
7. Dead on Time – 3:23 (Brian May)
8. In Only Seven Days – 2:30 (John Deacon)
9. Dreamer's Ball – 3:30 (Brian May)
10. Fun It – 3:29 (Roger Taylor)
11. Leaving Home Ain't Easy – 3:15 (Brian May)
12. Don't Stop Me Now – 3:29 (Freddie Mercury)
13. More of That Jazz – 4:16 (Roger Taylor)

Tracce bonus nella riedizione CD del 1991
1. Fat Bottomed Girls (1991 Remix) – 4:22 (Brian May)
2. Bicycle Race (1991 Remix) – 4:59 (Freddie Mercury)

CD bonus nella riedizione del 2011
1. Fat Bottomed Girls (Single Version) – 3:23 (Brian May)
2. Bicycle Race (Instrumental) – 3:09 (Freddie Mercury)
3. Don't Stop Me Now (with Long-Lost Guitars) – 3:34 (Freddie Mercury)
4. Let Me Entertain You (Live in Montreal, November 1981) – 2:48 (Freddie Mercury)
5. Dreamers Ball (Early Acoustic Take, August 1978) – 3:40 (Brian May)

## Formazione
- Freddie Mercury – voce (eccetto traccia 11), pianoforte
- Brian May – chitarra elettrica e acustica, cori; seconda voce in Fat Bottomed Girls, voce in Leaving Home Ain't Easy
- John Deacon - basso; chitarra elettrica e acustica (traccia 8)
- Roger Taylor - batteria, percussioni, cori; chitarra elettrica e basso (tracce 10 e 13); voce in Fun It e More of that Jazz

## Classifiche

### Classifiche settimanali
| Classifica (1978/79) | Posizione massima |
| -------------------- | ----------------- |
| Australia            | 15                |
| Austria              | 8                 |
| Canada               | 13                |
| Francia              | 7                 |
| Germania             | 5                 |
| Giappone             | 5                 |
| Norvegia             | 6                 |
| Nuova Zelanda        | 20                |
| Paesi Bassi          | 3                 |
| Regno Unito          | 2                 |
| Stati Uniti          | 6                 |
| Svezia               | 6                 |
| Svizzera             | 4                 |

### Classifiche di fine anno
| Classifica (1979) | Posizione |
| ----------------- | --------- |
| Austria           | 21        |
| Germania          | 14        |
| Giappone          | 46        |
| Regno Unito       | 87        |